# Alfonso Peña Boeuf
Alfonso Peña Boeuf (Madrid, 23 de enero de 1888-Madrid, 1 de febrero de 1966) fue un ingeniero de caminos y político español. Durante la dictadura franquista fue ministro de Obras Públicas, siendo también durante esta época procurador en las Cortes franquistas y miembro del Consejo Nacional de FET y de las JONS.

## Biografía
Nacido en Madrid el 23 de enero de 1888, cursó las carreras de Ingeniero de Caminos y Ciencias Exactas. Con posterioridad sería docente de la Escuela de Ingenieros de Caminos, Canales y Puertos de Madrid, en la que estudió. Como ingeniero, formó parte de la escuela de Juan Manuel de Zafra, uno de los impulsores del entonces novedoso hormigón armado en España, impartiendo los conocimientos sobre el nuevo material desde las aulas y adoptándolo en obras como el acueducto de Tardienta. Es también uno de los fundadores del Instituto Técnico de la Construcción y de la Edficación, institución pionera en España de la investigación científica aplicada a la construcción.
Peña Boeuf, simpatizante de la antigua monarquía alfonsina, colaboraría con las autoridades franquistas tras el estallido de la Guerra civil. En octubre de 1937 se le encargó la realización de un plan de Obras Públicas, proyecto que redactó durante el transcurso de la contienda y que vería la luz en 1939 como «Plan General de Obras Públicas», el hoy informalmente nombrado como Plan Peña. Para la realización de los proyectos de obras hidráulicas recuperaría en buena parte el Plan Nacional Hidrográfico de 1933. En enero de 1938 fue nombrado ministro de Obras Públicas del primer gobierno franquista, cargo al que también se uniría el de jefe del Servicio Nacional de Ferrocarriles. Considerado una persona de perfil «técnico», durante su etapa ministerial se centraría en la reconstrucción de las infraestructuras destruidas por la contienda.
En 1939 se publicó la Instrucción de Carreteras, con la clasificación de las carreteras en nacionales, comarcales y locales y normalizando las características de éstas (dimensiones, radios de curvatura, pendientes máximas, etc) y de los elementos de señalización. Bajo su iniciativa también se produjo la nacionalización de la red ferroviaria de ancho ibérico. El 24 de enero de 1941 se aprobó la «Ley de Bases de Ordenación Ferroviaria y de los Transportes por Carretera» por la que todas las compañías de ancho ibérico que operaban en el Estado español fueron reunidas en una sola empresa estatal, RENFE. Continuaría ejerciendo como ministro de Obras Públicas hasta su cese el 18 de julio de 1945. Posteriormente sería nombrado presidente del consejo de administración de RENFE, cargo que desempeñaría entre 1952 y 1957.
Falleció en Madrid el 1 de febrero de 1966.

## Vida privada
Fue miembro de la Real Academia de Ciencias Exactas, Físicas y Naturales desde junio de 1934, institución que presidió desde el 11 de junio de 1958 hasta su fallecimiento. Previamente había ocupado los cargos de bibliotecario, entre 1939 y 1944, y vicepresidente, entre 1944 y 1958.

## Distinciones
- Gran Cruz del Mérito Militar con distintivo blanco (1943)
- Gran Cruz de la Orden de Carlos III (1945)